# Цезарове инвазије Британије
Цезарове инвазије Британије представљају два похода које је током Галског рата године 55. п. н. е. и 54. п. н. е. римски војсковођа Јулије Цезар предузео против Брита, односно домородачког становништва у античкој Британији. Упркос војничких успеха, Цезар приликом њих, највише због огромних логистичких проблема и несигурне базе у немирној Галији, није успео успоставити трајну римску власт или присуство у Британији. Упркос томе, тај је догађај имао велику важност с обзиром да су Британска острва отада ступила у трајни контакт с античким светом, односно отада почиње њихова писана историја.